# Samtfuß-Holzkrempling
Der Samtfuß-Holzkrempling oder kurz Samtfußkrempling (Tapinella atrotomentosa) ist eine Pilzart aus der Familie der Holzkremplingsverwandten (Tapinellaceae). Die seitlich gestielten Fruchtkörper haben einen braunen Hut, gelbliche Lamellen und einen dunkel- bis schwarzbraunen, samtig beschaffenen Stiel. Die Art besiedelt ausschließlich Nadelholzstümpfe.

## Merkmale

### Makroskopische Merkmale
Der Samtfuß-Holzkrempling bildet in Hut und Stiel gegliederte Fruchtkörper, deren Stiel meist exzentrisch oder seitlich sitzt. Der Hut wird 2–7(–20) cm breit und ist halbrund, muschel- oder zungenförmig, dickfleischig und fest; seine Oberfläche ist jung feinfilzig und braunsamtig, im Alter verkahlend und rissig, der Hutrand bleibt lange eingerollt. Die am Stiel herablaufenden Lamellen sind schmal, oft gegabelt und durch Querwände (Anastomosen) verbunden. Die Lamellenschicht ist vom Hut ablösbar. Die Farbe der Lamellen ist blassgelb bis hellocker, an Druckstellen langsam bräunend. Der bauchige Stiel wird 8 cm lang und 2–4 cm breit, seine Oberfläche ist samtig-filzig, dunkelbraun-braunschwarz und deutlich von den Lamellen abgesetzt. Das Fleisch ist dick, weich, weißlich bis blassgelblich. Es riecht säuerlich und schmeckt leicht bitter. Das Sporenpulver ist gelb-braun gefärbt.

### Mikroskopische Merkmale
Mikroskopisch zeichnet sich die Art durch 5–6(7) µm × 3,5–4,5 µm große Sporen und zylindrische bis schmal keulige Basidien aus.

## Ökologie und Phänologie
Der Samtfuß-Holzkrempling ist ein holzbewohnender Saprobiont, der ausschließlich an toten Stümpfen von Nadelhölzern gefunden wird. Der Pilz verursacht im Holz eine typische Braunfäule und es fällt auf, dass Baumstümpfe, die von Fruchtkörpern des Samtfuß-Holzkremplings besiedelt werden, kaum andere Makropilze aufweisen. Er besiedelt bodensaure Buchen- und Fichten-Tannenwälder, Fichten- und Kiefernforste und kann auch in Parks gefunden werden. Obwohl die Art saure Böden basischem und neutralem Untergrund etwas vorzieht, ist sie kein typischer Säurezeiger. Die Art bevorzugt eine mittlere Stickstoffversorgung, bei starker Stickstoffbelastung verschwindet er.
In Mitteleuropa erscheinen die Fruchtkörper im Spätsommer und Herbst, die Fruktifikation endet Anfang Oktober. Überständige Exemplare können noch einige Wochen danach gefunden werden.

## Verbreitung
Hauptsächlich ist der Samtfuß-Holzkrempling von den nördlichen subtropischen Zonen bis in die Nadelwaldregionen verbreitet: Er wird in Japan, den USA sowie in Mexiko gefunden und kommt daneben auch in Südamerika vor. In Europa ist er verbreitet und überall häufig.

## Bedeutung

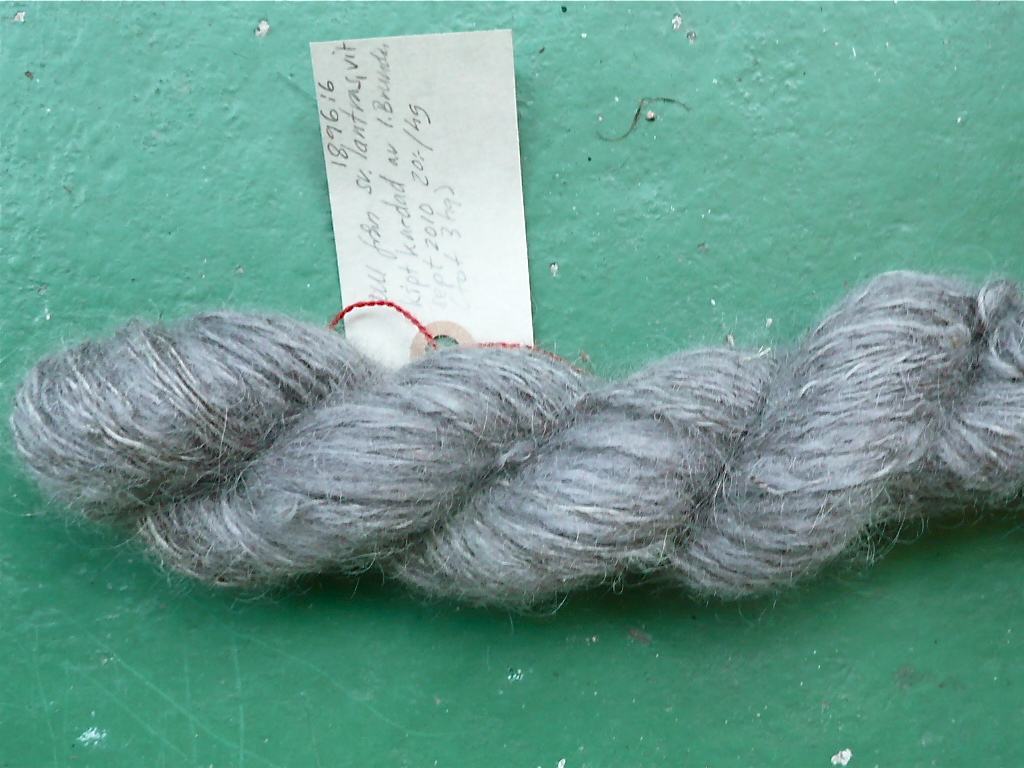
Mit einem Sud aus Alaun und Tapinella atrotomentosa gebeizte Wolle

Der Samtfuß-Krempling ist nur jung essbar und gilt aufgrund seiner Bitterkeit im Allgemeinen nicht als Speisepilz; als Holzzersetzer ist er nicht von wirtschaftlicher Bedeutung. Der violette Sud aus dem Fruchtfleisch kann zum Färben von Textilien verwendet werden.

## Inhaltsstoffe
Die braune Außenhaut der Fruchtkörper des Samtfuß-Holzkremplings enthält das Terphenylchinon Atromentin. Mycelkulturen auf Agarmedium produzieren ebenfalls Atromentin und weisen beinahe nie Kontaminanten auf, was auf die antibiotische Wirkung der extrazellulären Pilzmetaboliten zurückzuführen ist.